# Jamey Sheridan
James Patrick "Jamey" Sheridan (Pasadena, 12 juli 1951) is een Amerikaans theater-, televisie- en filmacteur.

## Biografie
Sheridan werd geboren in een familie van acteurs. Hij kwam hij op Broadway terecht en verdiende een Tony Award-nominatie in 1987 voor zijn optreden in het opnieuw uitgebrachte toneelstuk van Arthur Miller, All My Sons. Na een paar optredens in tv-films kreeg Sheridan de hoofdrol van advocaat Jack Shannon in de serie Shannon's Deal, die draaide voor een seizoen in 1990. Een latere televisierol is o.a. Dr. John Sutton in de tv-serie Chicago Hope van 1995 tot 1996.
Sheridan begon zijn filmcarrière in late jaren tachtig met kleine rollen. In de jaren negentig speelde hij de symbolische familieman, een rol die hij daarna behield in films en op televisie, zoals All I Want for Christmas in 1991. Hij speelde ook schurken. In 1994 speelde hij het karakter Randall Flagg in de miniserie The Stand van Stephen King. Andere rollen zijn o.a. Marty Stouffer in Wild America en de psychotische buurman in Video Voyeur: The Susan Wilson Story. Na een lange tijd van Shakespeare-opvoeringen op het podium, speelde Sheridan Hamlet, geproduceerd door Campbell Scott in 2000 alsmede in de door Hamlet geïnspireerde moderne film noir Let the Devil Wear Black (1999). Hij was de co-hoofdrol in improvisatiefilm The Simian Line in 2001. Hij speelde ook bijrollen in The Ice Storm, Cradle Will Rock, Life as a House en aantal tv-films.
Recenter speelde Sheridan; Captain James Deakins in de televisieserie Law & Order: Criminal Intent. Aan het einde van het vierde seizoen (2004-2005) begon Sheridan een ooglapje te dragen omdat hij symptomen van aangezichtsverlamming van Bell begon te vertonen. Dit was de show ingeschreven, maar Sheridan werd op eigen verzoek de serie uitgeschreven aan het einde van het vijfde seizoen (2005-2006). Zijn karakter werd vervangen door Captain Danny Ross gespeeld door Eric Bogosian.
Sheridan speelde samen met Jane Seymour in de Hallmark Channel film Dear Prudence als detective Eddie Duncan. Op 6 november 2008 had Sheridan een gastrol als avondnieuwspresentator op de ABC dramedy Eli Stone.
Sinds de herfst van 2009 tot 2010 speelde Sheridan een (nu geannuleerde) serie van NBC, Trauma, als Dr. Joseph "Joe" Saviano. In 2010 speelde Sheridan in de film Handsome Harry, een drama. Hij zal ook de cast versterken van de politieke film Game Change, waar hij speechschrijver Mark Salter speelt.
In de herfst van 2011 speelde Sheridan Vice President William Walden in het eerste seizoen van Homeland. De serie was opgepikt voor een tweede seizoen bestaande uit 12 afleveringen waarin Sheridan terugkeerde als een hoofdrolspeler.
Vanaf de herfst van 2012 speelt Sheridan terugkeerde rol in Arrow als Oliver Queen's vader die zelfmoord had gepleegd zodat zijn zoon kon leven op een verlaten eiland, omdat hun schip was vernietigd in het midden van de oceaan.
Sheridan en zijn vrouw, actrice Colette Kilroy, hebben drie kinderen.